# Koch International
Das inhabergeführte Familienunternehmen Koch International mit Sitz in Osnabrück (Niedersachsen) entwickelt für Kunden unterschiedlicher Branchen individuell zugeschnittene Transport- und Logistikkonzepte: von nationalem Stückguttransport und Europaverkehren über See- und Luftfracht bis hin zur kompletten Lagerlogistik.

## Geschichte
Im Jahr 1900 gründete Heinrich Koch aus Glane mit Pferd und Wagen ein Fuhrgeschäft. Anschließend übernahmen sein Sohn Franz und dessen Frau Paula das Geschäft. 1960 übernahm Heinrich Koch gemeinsam mit seinem jüngeren Bruder Walter Koch die Firmenführung. Koch International wuchs zu einem globalen Logistiker.
Anfang der 1970er-Jahre wurde an der Bundesautobahn 1, Abfahrt Osnabrück-Hafen, eine neue Speditionsanlage errichtet – kombiniert mit einem Autohof. Durch Zukauf und Anmietung mehrerer Logistikhallen wurde das Geschäft erweitert. 1993 gründeten sieben Transport- und Logistikdienstleister, darunter Koch International, das Stückgutnetzwerk CargoLine.
Die Firmenführung ging im Jahr 2004 auf die vierte Generation über. Die Brüder Heinrich, Dieter und Peter Koch sicherten die Nachfolge im Familienunternehmen. Neben ihnen gehörten Heinz-Peter Beste und Uwe Fieselmann zur Geschäftsleitung.
Die damalige Umzugsabteilung wurde 2010 in ein eigenständiges Unternehmen überführt, die heutige Heinrich Koch Internationale Umzugs- und Archivlogistik GmbH.
2013 bezog Koch International eine neue Firmenzentrale am Fürstenauer Weg mit 15 Hektar Grundstücksfläche, auf der sich neben der Hauptverwaltung ein modernes Logistik- und Umschlag (Logistik)szentrum befindet.
Ab 2014 bilden Heinz-Peter Beste und Uwe Fieselmann zusammen mit dem Geschäftsführenden Gesellschafter Heinrich Koch die Geschäftsführung von Koch International. Heinrich Koch schiedt zum 31. Dezember 2022 aus, die Firma Heinrich Koch Internationale Spedition GmbH & Co. KG ist damit kein inhabergeführtes Familienunternehmen mehr. Am 15. August 2024 trat Ingmar Reisige seine Rolle als Geschäftsführer bei Koch International an. Mit der Berufung von Ingmar Reisige besteht die Unternehmensleitung seitdem aus dem Vorsitzenden der Geschäftsführung, Uwe Fieselmann, sowie den Geschäftsführern Heinz-Peter Beste und Ingmar Reisige.
Die Tochterfirma Koch Pharmalogistik GmbH wurde 2018 gegründet. Diese ist für den Transport und die Lagerung von medizinischen Produkten verantwortlich.
2019 eröffnete Koch International ein neues Logistikzentrum mit 10.300 Quadratmetern Fläche und rund 19.000 zusätzlichen Palettenstellplätzen (Transportpalette). Mit der neuen Halle soll das Angebot im Onlinehandel (Elektronischer Handel) ausgebaut werden.
Der Logistikneubau „Am Tie“ in Osnabrück-Lüstringen wurde 2021 in Betrieb genommen. Die Logistikimmobilie ist speziell für die hohen Anforderungen in der Pharmalogistik eingerichtet.
Koch international beschäftigt über 850 Mitarbeiter an vierzehn Logistikstandorten. Bei Koch International kommen heute über 350 Fahrzeuge zum Einsatz, davon 100 eigene LKW. Hinzu kommen mehr als 500 Wechselbrücken und 170 Sattelauflieger.  Zudem verfügt das Unternehmen insgesamt über rund 115.000 Quadratmeter Logistikfläche.

## Dienstleistungen
Die Logistik-Dienstleistungen orientieren sich an der Wertschöpfungskette der Kunden unterschiedlicher Branchen: Vom (inter-)nationalen Transport zu Land, zu Wasser und in der Luft über Lagermanagement bis zu Value Added Services und komplexen Outsourcing-Programmen. Zum Dienstleistungsspektrum gehört außerdem die Gefahrgutberatung, Verpackungsberatung und Zollabfertigung. Alle Leistungen von Koch International sind nach den maßgeblichen Standards geprüft und mit den entsprechenden Zertifikaten versehen.

## Standorte
Koch International hat mehrere Lagerstandorte in Osnabrück, Niedersachsen. Der Hauptsitz ist am Fürstenauer Weg im Stadtteil Haste (Osnabrück).

## Umweltprojekte
Koch International nimmt das Thema Nachhaltigkeit ernst und engagiert sich mit Aktionen für die Natur und Umwelt. 2020 siedelte Koch International sieben Bienenvölker am Unternehmenssitz an. 2021 kamen weitere drei Bienenstöcke dazu. Die Bemühungen zeigen sich auch im Bereich Fuhrpark: Die eingesetzte LKW-Flotte von Koch International ist nach den neuesten Sicherheits- und Umweltaspekten geräusch- und schadstoffarm unterwegs.
Im Jahr 2021 investierte das Unternehmen in eine eigene LNG-Flotte (Flüssigerdgas). Mit den Fahrzeugen ist es Koch International möglich, jährlich rund 150 Tonnen Kohlenstoffdioxid einzusparen.

## Soziales Engagement
Koch International engagiert sich für Osnabrücker Vereine und regionale Projekte für Kinder und Jugendliche. So ist das Unternehmen langjähriger Partner der OsnaBRÜCKE e.V.
Zudem ist der Logistiker Mitglied der Allianz für Sicherheit. Ziel des Bündnisses ist es, die Sicherheit der Verkehrsteilnehmer in Städten zu erhöhen. Dazu werden Fahrzeuge mit Abbiegeassistenzsystemen nachgerüstet, Fahrer erhalten regelmäßige Trainings und Kinder- sowie Jugendliche werden in Sachen Verkehrssicherheit geschult.

## Auszeichnungen
- 2017: „Partner des Jahres 2017“ im CargoLine-Qualitätsranking für die gute Zustellquote und Mitwirkung in Entscheidungsgremien.[21]
- 2018: VR-Award (VerkehrsRundschau) in der Kategorie Publikumspreis für die Alarmplane, einem Schutz gegen Ladungsdiebstahl.[22]
- 2018: Sicherheitspartner des  Bundesministeriums für Verkehr und digitale Infrastruktur (BMVI). Partner verpflichten sich ihren Fuhrpark mit Abbiegeassistenten nachzurüsten.[23]
- 2019: Siegel „Wegbereiter 2020-2021“ vom Lernen fördern e.V. Kreisverband Steinfurt für das Angebot von Arbeitsverhältnisse für Menschen mit einem besonderen Unterstützungsbedarf.[23]
- 2020: VR-Award (VerkehrsRundschau) in der Kategorie Digitalisierung/Kooperation für den Online-Logistikshop.[24]
- 2020: „Digitaler Ort Niedersachsen“ der Digitalagentur Niedersachsen für einen Webshop inklusive Logistiklösung.[25]